# محمد عمر توفيق
محمد عمر توفيق (1910- 1994)، كاتب وشاعر سعودي، ووزيرًا سابقًا للمواصلات والحج والأوقاف بالنيابة، ومن أوائل رواد الأدب السعودي، ساهم في دعم الحركة الفكرية والثقافية عبر الإذاعة والصحافة، واشتهر بكتاباته عن الرحلات التي أنجزها حول العالم، والتي نشرها في الصحف والمجلات، وأسفرت بعد ذلك عن كتابه (من ذكريات مسافر)، كما كتب مؤلفًا يرد فيه على كتاب طه حسين (الشيخان) عبر دراسة تاريخية نقدية، والذي حقق له الريادة الأدبية بعنوان (طه حسين والشيخان).

## حياته
ولد في مكة عام 1910، ثم انتقل إلى المدينة المنورة وهناك تلقى تعليمه في مدرسة دار العلوم الشرعية، وتخرج فيها بالشهادة العالية، وعمل مدرسًا في دار الأيتام بمكة، ثم جاء تعيينه في صحيفة أم القرى، وانتقل بعدها إلى إدارة البرق والبريد (وزارة الاتصالات وتقنية المعلومات حاليًا)، ثم عمل في ديوان نائب الملك خالد بن عبد العزيز، وبعدها شغل منصب رئيس المكتب الخاص بالديوان، وعُيّن وزيرًا للمواصلات (النقل حاليًا) في 31 أكتوبر 1962، واستقال منها في 29 أغسطس 1976، ثم كُلف بأعمال وزارة الحج والأوقاف.

## أعماله
- افتتح الخط الهاتفي مع تونس عام 1966.
- تم تشغيل دوائر التلكس الدولية بين الدمام والبحرين أثناء توليه وزارة المواصلات عام 1967.[4]

## مؤلفاته
- طه حسين والشيخان.[7]
- من ذكريات مسافر.[8]
- أيام في المستشفى.[9]
- الزوجة والصديق.[1]
- سلسلة الأعمال الأدبية الكاملة.[10]